# إبراهيم دياكي
إبراهيم دياكي (مواليد 24 مايو 1982، أبيدجان، ساحل العاج) هو لاعب كرة قدم و لعب سابقاً في نادي الجزيرة نادي العين الإماراتي . دياكي بالأصل من ساحل العاج لكنه حصل على الجنسية الإماراتية في عام 2006.

## وصلات خارجية
- إبراهيم دياكي على موقع قاعدة بيانات كرة القدم.إي يو (الإنجليزية)
- إبراهيم دياكي على موقع ناشيونال فوتبول تيمز (الإنجليزية)
- إبراهيم دياكي على موقع Soccerway.com (الإنجليزية)

- national-football-teams.com